# Białogóra (Krokowa)
Białogóra (deutsch Wittenberg) ist ein Dorf in der polnischen Woiwodschaft Pommern im Verwaltungsbezirk Landgemeinde Krokowa (Krockow) im Powiat Pucki (Putziger Kreis).

## Geographische Lage
Das Dorf liegt in Hinterpommern, etwa 30 Kilometer nordnordöstlich von Lauenburg in Pommern, 22 Kilometer ostnordöstlich von Leba und sieben Kilometer nordöstlich von Osieki Lęborskie (Ossecken).

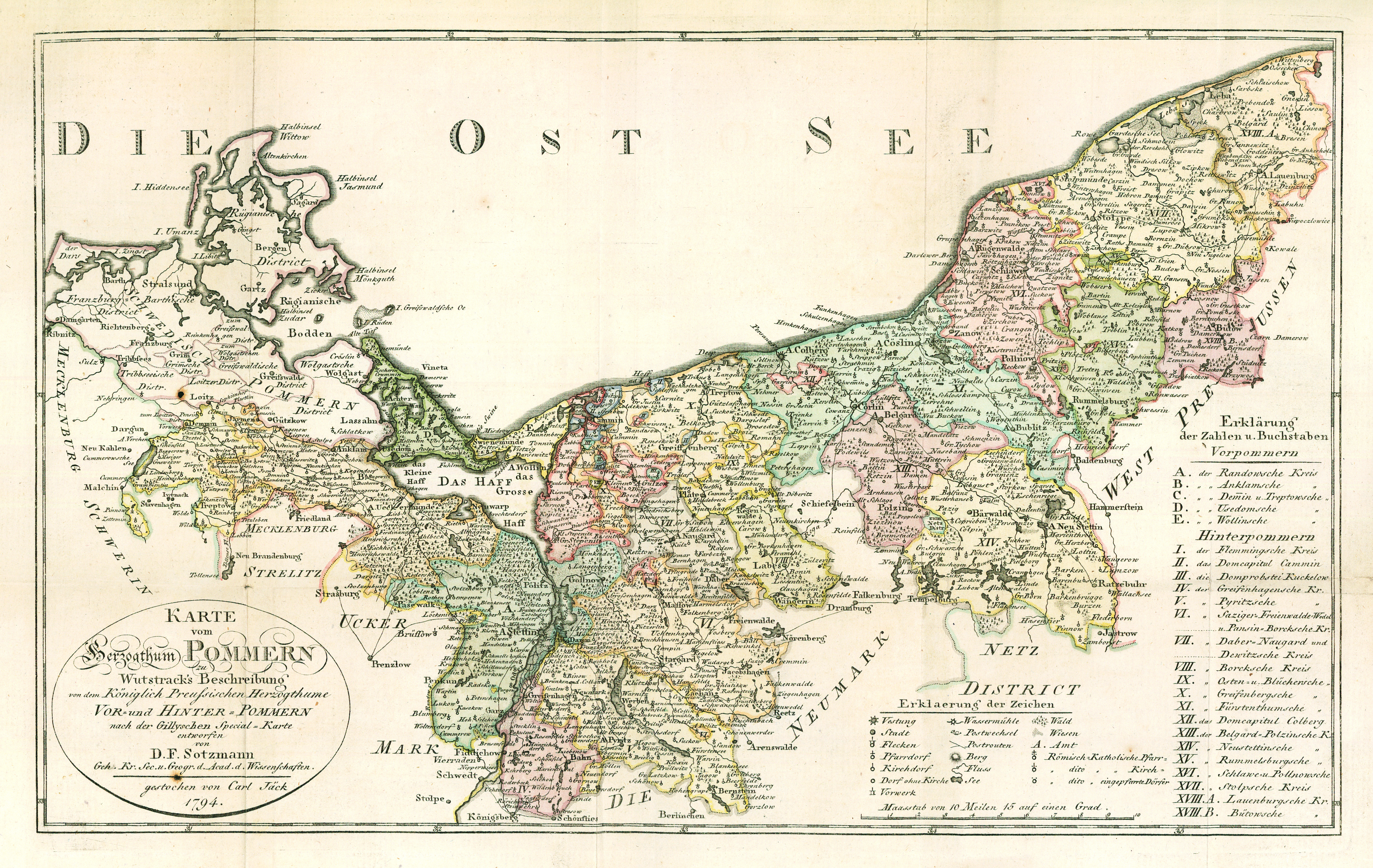
Wittenberg, als nordöstlicher Grenzort des Herzogtums Vor- und Hinterpommern, nordnordöstlich von Lauenburg in Pommern und nordöstlich von Ossecken, auf einer Landkarte von 1794

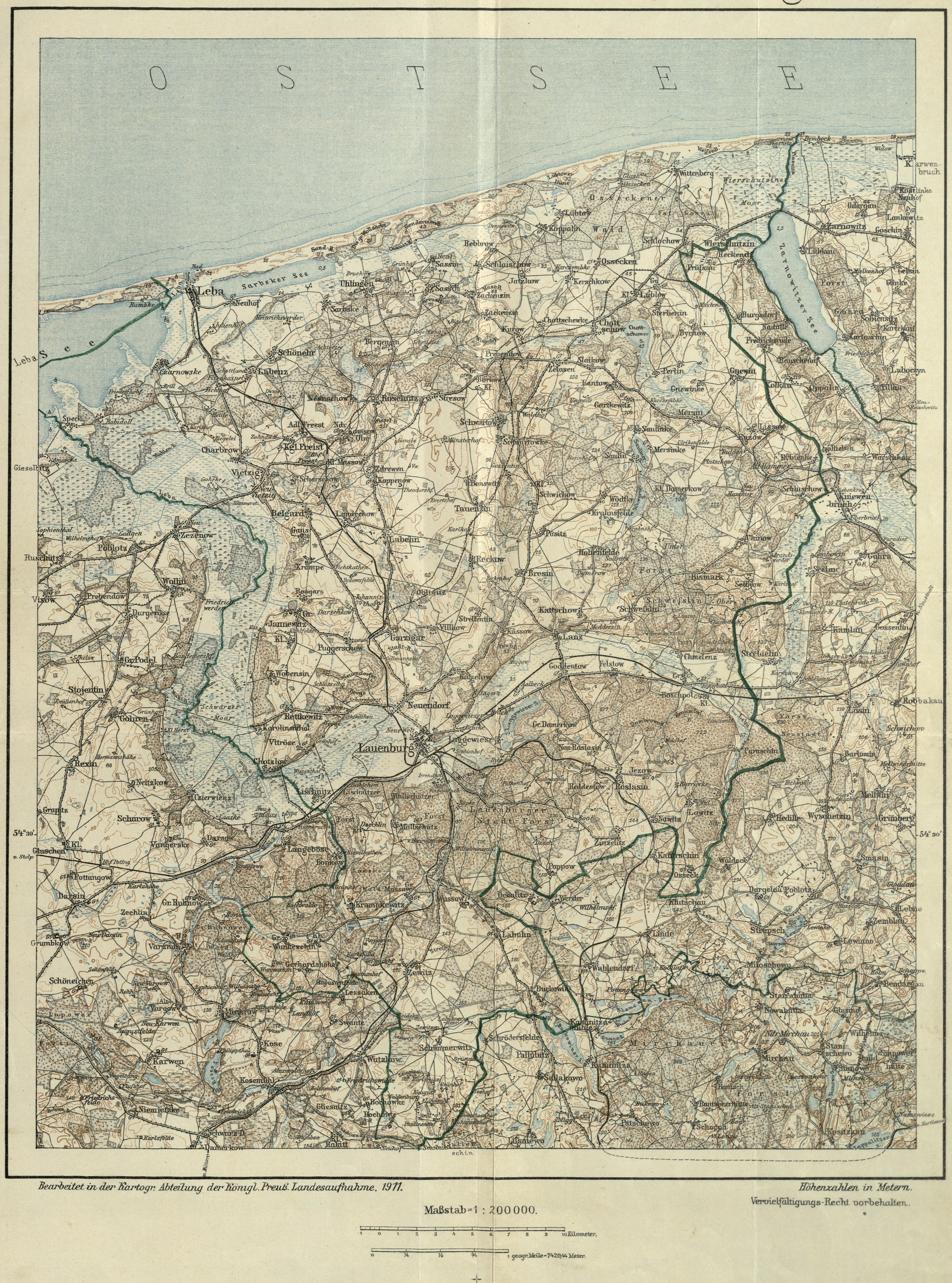
Wittenberg, unweit der Ostseeküste, nordnordöstlich der Stadt Lauenburg in Pommern, ostnordöstlich der Stadt Leba, nordwestlich des Zarnowitzer Sees und nordöstlich von Ossecken, auf einer Landkarte von 1911

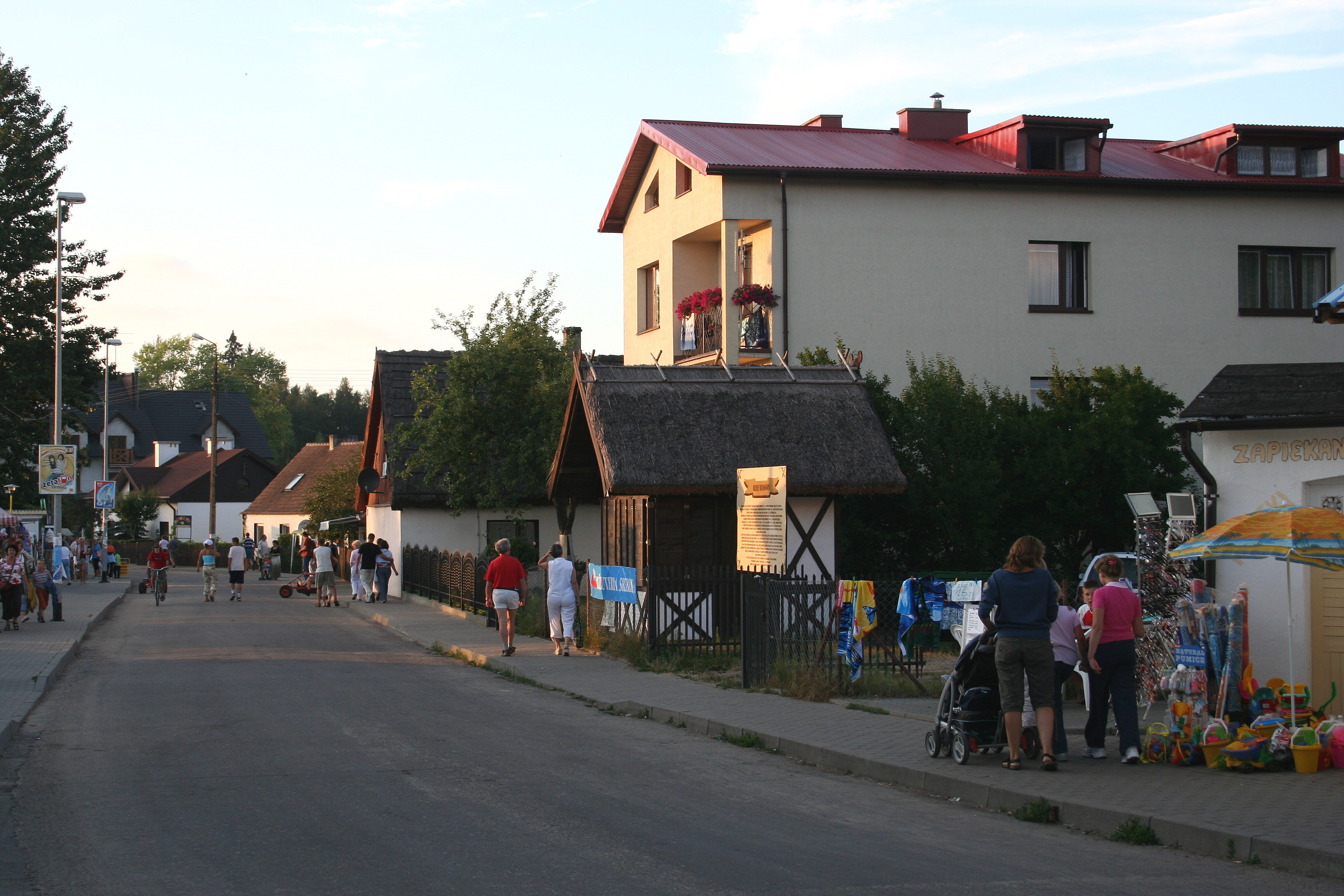
Dorfstraße (2004)

## Geschichte
Zur Zeit des Deutschen Ordens wird Wittenberg oder Weißenberg als zinspflichtiges Lehngut zu polnischen Rechten bezeichnet, das 1437 vier Mark an Steuern entrichtete. Wohl wegen der Grenzlage hatte der Orden das zugehörige Vorwerk sich als Ordenshof vorbehalten und es unter besondere Verwaltung gestellt. Als fiskalisches Dorf blieb Wittenberg auch weiterhin im Besitz der pommerellischen Fürsten und wurde 1620 unter den Zugehörigkeiten des fürstlichen Amtes mit 11 ½ Hufen und einer Mühle aufgeführt. Am 19. April 1621 verlieh Herzog Bogislaw XIV. von Pommern Wittenberg als Lehen an Matzke Borcke als Belohnung für lange bei Hofe geleistete Dienste; 1638 wird es in den Urkunden der Familie Krockow als Besitz des kaiserlichen General-Feldwachtmeisters Joachim Ernst von Krockow bezeichnet. Um 1780 hatte das adlige Gut Wittenberg ein Vorwerk, eine Wassermühle, sieben Bauernstellen, acht Kossäten, einen Krug, eine Schmiede, einen Schulmeister und 21 Feuerstellen (Haushaltungen) und befand sich im Besitz des Majors Ernst Matthias von Krockow.
Am 1. April 1927 hatte das Gut Wittenberg eine Flächengröße von 1558 Hektar, und am 16. Juni 1925 hatte der Gutsbezirk 100 Einwohner.  Am 30. September 1928 wurde der Gutsbezirk Wittenberg in die Landgemeinde Wittenberg eingegliedert.
Anfang der 1930er Jahre hatte die Landgemeinde Wittenberg eine Flächengröße von 18,7 km². Innerhalb der Gemeindegrenzen standen insgesamt 46 bewohnte Wohnhäuser an drei verschiedenen Wohnstätten:
1. Mühle
2. Piasnitz
3. Wittenberg

Bis 1945 bildete Wittenberg eine Landgemeinde im Landkreis Lauenburg i. Pom., Regierungsbezirk Köslin, der preußischen Provinz Pommern im Deutschen Reich. Wittenberg war dem Amtsbezirk Ossecken zugeordnet.
Gegen Ende des Zweiten Weltkrieges wurde die Region im Frühjahr 1945 von der Roten Armee besetzt. Bald darauf wurde Wittenberg zusammen mit ganz Hinterpommern und Westpreußen von der Sowjetunion der Volksrepublik Polen zur Verwaltung überlassen. Anschließend begann die Zuwanderung von Polen, die Häuser und Gehöfte der einheimischen Dorfbewohner besetzten. Der Ortsname Wittenberg wurde zu ‚Białogóra‘ polonisiert. In der darauf folgenden Zeit wurden die einheimischen Dorfbewohner von der polnischen Administration aus Wittenberg vertrieben.

### Demographie
| Jahr | Einwohner | Anmerkungen                                                |
| ---- | --------- | ---------------------------------------------------------- |
| 1818 | 156       | adliges Dorf, mit einer Holzwärterei und einer Wassermühle |
| 1852 | 348       | Dorf                                                       |
| 1925 | 287       | darunter 258 Evangelische und zehn Katholiken              |
| 1933 | 252       | [ 9 ]                                                      |
| 1939 | 278       | [ 9 ]                                                      |

## Kirche

### Kirchspiel bis 1945
Die hier vor 1945 lebenden Dorfbewohner gehörten mit großer Mehrheit der evangelischen Konfession an. Das evangelische Kirchspiel war in Ossecken.
Das katholische Kirchspiel war in Wierschutzin.

### Polnisches Kirchspiel seit 1945
Die seit 1945 und Vertreibung der einheimischen Dorfbewohner anwesende polnische Einwohnerschaft ist größtenteils katholisch.
Hier lebende evangelische Polen sind dem Pfarramt in Stolp in der Diözese Pommern-Großpolen der Evangelisch-Augsburgischen Kirche in Polen zugeordnet, das eine gottesdienstliche Außenstation in Lauenburg i. Pom. unterhält.